# 276 Dywizja Piechoty ’43 (III Rzesza)
276 Dywizja Piechoty (niem. 276. Infanterie-Division) – niemiecka dywizja z czasów II wojny światowej, sformowana w Bajonnie na mocy rozkazu z 17 listopada 1943 roku, w 22. fali mobilizacyjnej przez XI. Okręg Wojskowy. Dywizja stacjonowała w południowej Francji, w połowie czerwca 1944 r. została przerzucona do Normandii i całkowicie rozbita w bitwie pod Falaise. 4 września 1944 r. została odtworzona jako 276 Dywizja Grenadierów Ludowych (276. Volks-Grenadier-Division) na bazie częściowo sformowanej 580 Dywizji Grenadierów Ludowych. Jednostka walczyła w czasie ofensywy w Ardenach, stawiała opór Amerykanom na linii Renu i została ostatecznie pokonana pod Remagen. Jej niedobitki trafiły do niewoli w kwietniu 1945 r.

## Struktura organizacyjna
- Struktura organizacyjna w listopadzie 1943 roku:

986., 987. i 988. pułk grenadierów, 276. pułk artylerii, 276. batalion pionierów, 276. batalion fizylierów, 276. kompania przeciwpancerna, 276. oddział łączności, 276. polowy batalion zapasowy;
- Struktura organizacyjna we wrześniu 1944 roku:

986., 987. i 988. pułk grenadierów, 276. pułk artylerii, 276. batalion pionierów, 276. dywizyjna kompania fizylierów, 276. oddział przeciwpancerny, 276. oddział łączności, 276. polowy batalion zapasowy;

## Dowódcy dywizji
- Generalleutnant Kurt Badinski 10 XII 1943 – 21 VIII 1944;
- Generalmajor (Generalleutnant) Kurt Möhring 4 IX 1944 – 18 XII 1944;
- Generalmajor Hugo Dempwolff 18 XII 1944 – III 1945;
- Oberst Werner Wagner III 1945 – III 1945;